# Pelador de manzanas
Una es un instrumento, como su nombre lo indica, que se utiliza para pelar manzanas de una forma más eficiente, también puede utilizarse para cualquier tipo de fruta, hortaliza o verdura de forma similar.

## Funcionamiento

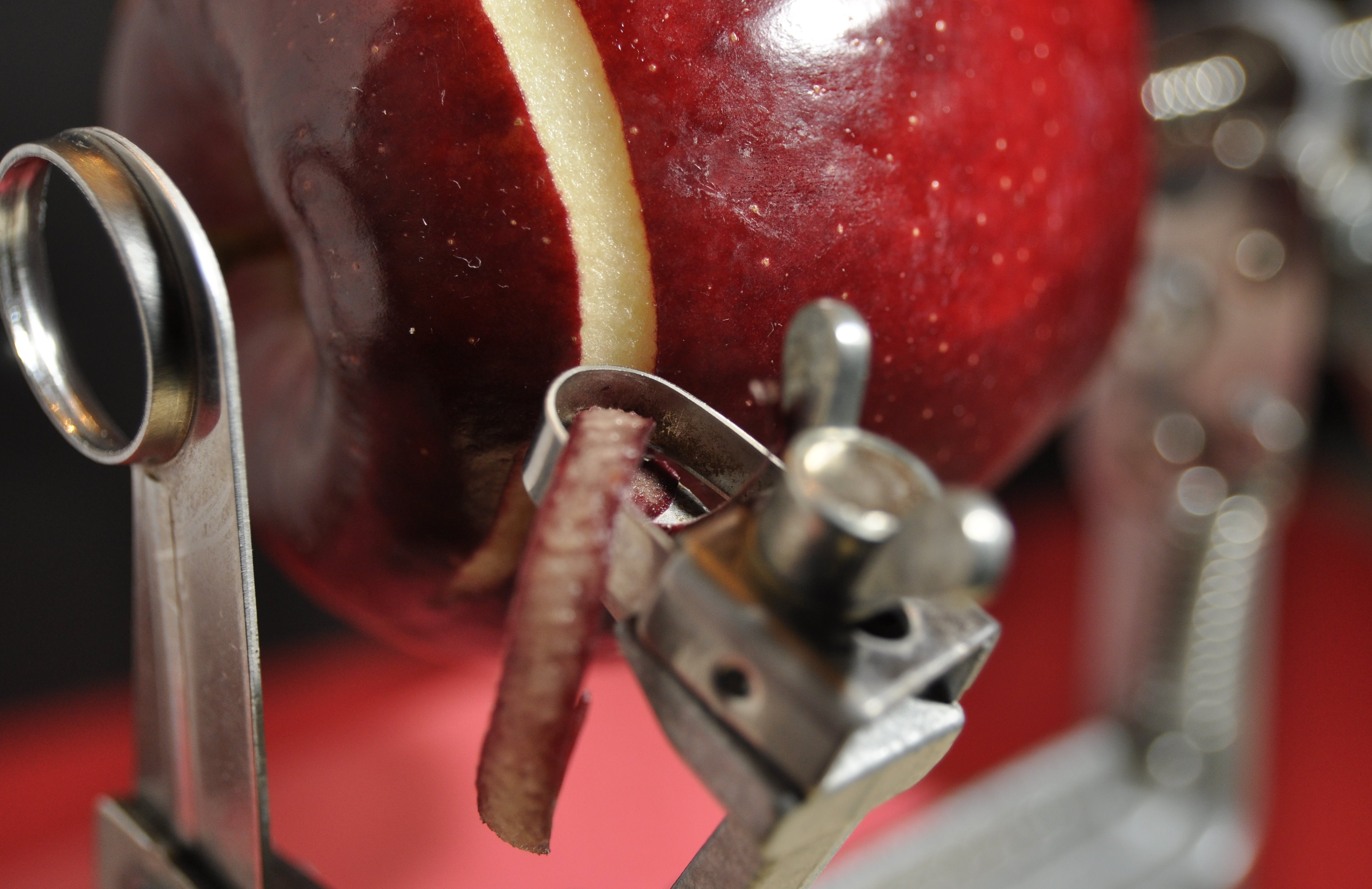
cuchilla en funcionamiento a la izquierda el círculo extractor del centro de las manzanas

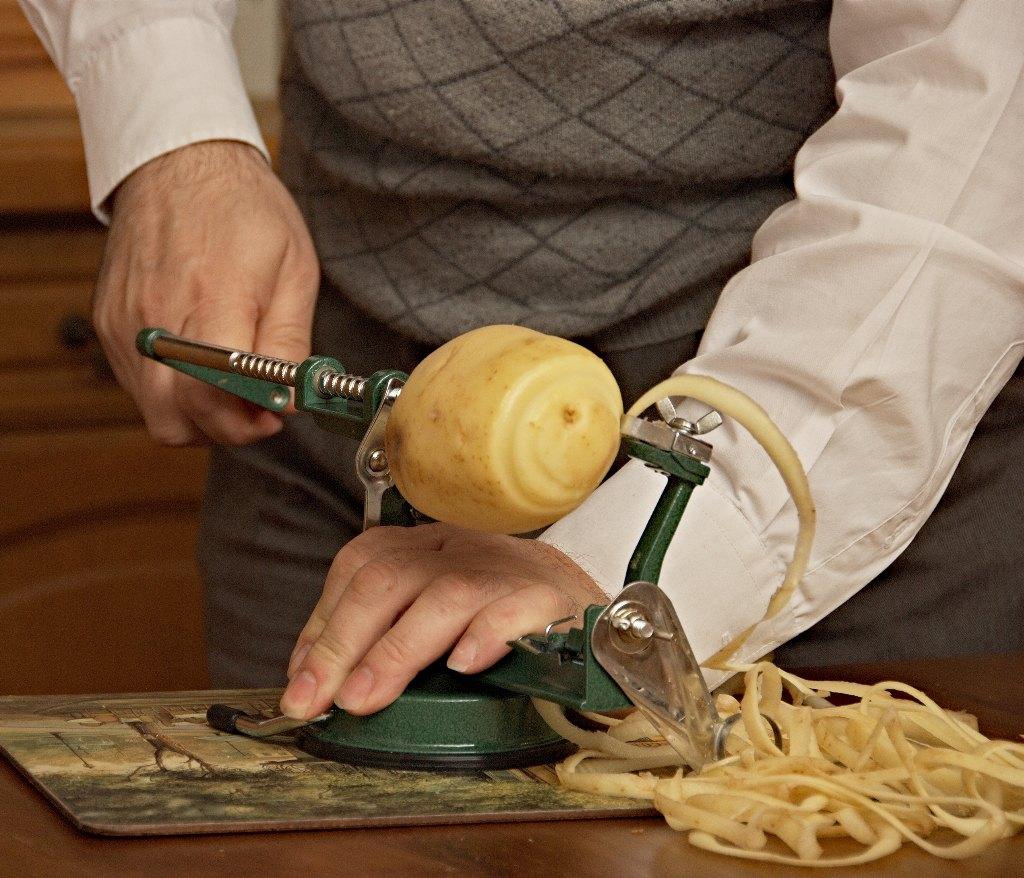
pelando una papa

Originalmente el mecanismo trata de un tornillo sin fin al cual se le coloca en un extremo lo que se va a pelar y se apoya sobre esto una cuchilla ajustable que hace una leve presión, luego se gira una manivela que hace adelantar y rotar el tornillo produciendo el pelado deseado. Para retirar el centro de las manzanas se le coloca una especie de círculo o cilindro metálico afilado delante de la misma. También hay modelos que lo que rota es la cuchilla y no lo que se va a pelar.

## Historia

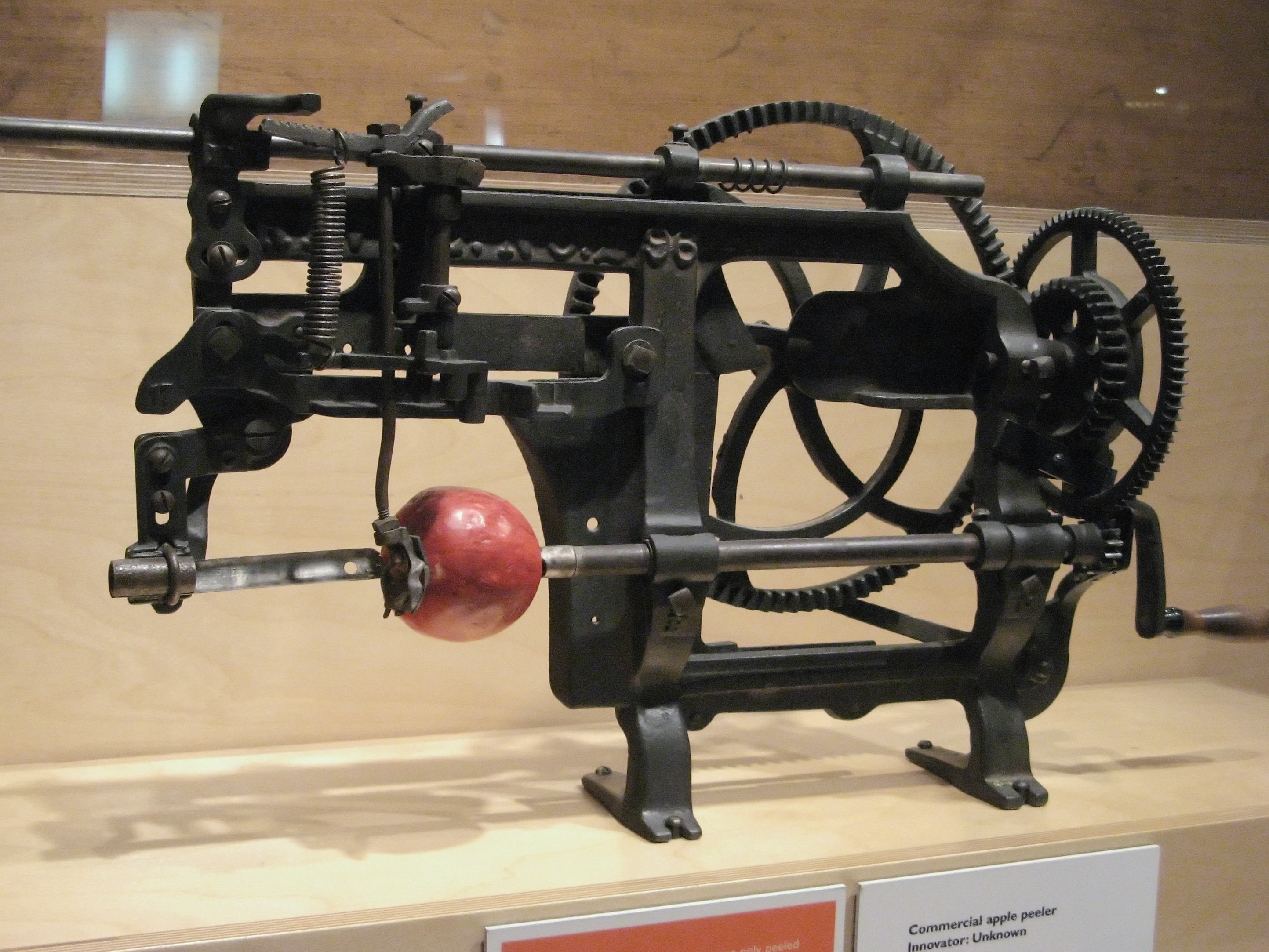
pelador de manzanas en el museo de ciencia y tecnología de Canadá

Ya por el siglo XVIII existía en Estados Unidos, donde tradicionalmente se dice que fue inventado por Eli Whitney (el posterior inventor de la desmontadora de algodón) en 1778, cuando sólo tenía trece años, aunque lo cierto es que la primera patente del mismo fue en 1803 por Moisés Coates en Pensilvania.
Hoy en día existen variaciones del mismo hechos específicamente para pelar otras frutas como naranjas utilizados ampliamente por vendedores callejeros de zumos en países como Perú o Bolivia.